# Marina Rjavkina
Marina Andreevna Rjavkina, coniugata Goldyreva (in russo Марина Андреевна Рявкина-Голдырева?; Kurgan, 19 giugno 1993), è una cestista russa.

## Carriera
Con la Russia ha disputato i Campionati europei del 2021.